# روبرت اشپهار
روبرت اشپهار (کرواتی: Robert Špehar; زادهٔ ۱۳ مهٔ ۱۹۷۰) بازیکن فوتبال اهل کرواسی است. از باشگاه‌هایی که در آن بازی کرده‌است می‌توان به موناکو، اسپورتینگ لیسبون، استاندارد لیژ، هلاس ورونا، باشگاه فوتبال اومانیا، کلوب بروژ و گالاتاسرای اشاره کرد. وی همچنین در تیم ملی فوتبال کرواسی بازی کرده است.